# Želimir Puljić
Želimir Puljić (ur. 17 marca 1947 w Kamenie) – chorwacki duchowny katolicki, arcybiskup Zadaru w latach 2010-2023.

## Życiorys

### Prezbiterat
Święcenia kapłańskie otrzymał 24 marca 1974. Pracował przede wszystkim w seminarium w Sarajewie. W latach 1985–1988 był rektorem tej uczelni.

### Episkopat
7 grudnia 1998 papież Jan Paweł II mianował go biskupem ordynariuszem diecezji Dubrovnik. Sakry biskupiej 14 stycznia 1999 udzielił mu kard. Franjo Kuharić.
15 marca 2010 został ordynariuszem archidiecezji Zadaru. 14 listopada 2012 został wybrany przewodniczącym Konferencji Episkopatu Chorwacji.
14 stycznia 2023 papież Franciszek przyjął jego rezygnację z urzędu arcybiskupa, władzę w archidiecezji objął po nim dotychczasowy koadiutor Milan Zgrablić.

## Odznaczenia
- Wielki Order Króla Dymitra Zwonimira (2020)[4]